# L'Aurige
Pour plus de détails, voir Fiche technique et Distribution.
L'Aurige (Ηνίοχος, Iniochos) est un film grec réalisé par Aléxis Damianós et sorti en 1995.

## Synopsis
« L'aurige » est étudiant juste avant la Seconde guerre mondiale. Durant celle-ci, il est fait prisonnier par les Italiens. Il s'évade et rejoint la résistance. Il assiste au massacre de 70 habitants d'un village par les Allemands. Il continue le combat, mais avec de plus en plus de distance critique. Il assiste de la même façon à la guerre civile. Il se comporte comme un aurige : les yeux fixés vers le but qu'il s'est choisi.

## Fiche technique
- Titre : L'Aurige
- Titre original : Ηνίοχος (Iniochos)
- Réalisation : Aléxis Damianós
- Scénario : Aléxis Damianós
- Direction artistique : Aléxis Damianós
- Décors : Aléxis Damianós
- Costumes : Aléxis Damianós
- Photographie : Christos Voudouris
- Son :
- Montage : Artemis Kapassakali
- Musique : Markos Damianos
- Production :  Aléxis Damianós, Centre du cinéma grec et ERT1
- Pays d'origine :  Grèce
- Langue : grec
- Format :  Couleurs - 35 mm - 1:1.66
- Genre : Film dramatique, Film de guerre
- Durée : 140 minutes
- Dates de sortie : 
  - Grèce : 3 mars 1995

## Distribution
- Vassias Elefteriadis
- Thodoros Polyzonis
- Constantina Andriopoulou
- Costas Gajetas
- Viky Protogeraki
- Giorgos Voultzatis
- Yioula Gavala
- Giorgos Marinos
- Vassilis Stoyannidis

## Récompenses
- Meilleur film de l'année remis par le ministère de la Culture lors du Festival international du film de Thessalonique 1995